# خربة جبارة
جبارة هي قرية فلسطينية، تقع جنوب مدينة طولكرم على بعد 6 كم، داخل الجدار الفاصل، ويبلغ عدد سكان القرية نحو 300 نسمة، حيث يعود أصول سكان القرية بالأصل (85% إلى قرية الراس المجاورة، 15% إلى مدينة الطيبة المحتلة منذ عام 1948)، ويقدر عمر القرية بـ 60 عام حيث أنها حديثة النشأة، وتعد قرية جبارة من أصغر التجمعات الريفية على مستوى محافظة طولكرم يوجد بها مربي للدواجن، حيث كان بها أكثر من 15 مزرعة لتربية الدواجن يوجد بها حوالي 250 الف فرخ من الدواجن، بالإضافة إلى وجود نحو 50 دونماً مزروعة بالمزروعات المحمية، كان اعتماد أصحابها في تسويق منتجاتهم إلى داخل الخط الأخضر بالإضافة إلى أسواق الضفة الغربية.
من الجدير بالذكر هنا، أن 90% من أراضي قرية جبارة هي بالأصل مسجلة في المالية في دائرة الأراضي بمحافظة طولكرم تحت رقم حوض رقم (2) من أراضي قرية الراس المجاورة و بالتالي فهي تابعة من حيث السكان والأراضي إلى قرية الراس المجاورة، وما تبقى من أراض 10% مسجلة باسم أحواض قرية فرعون في محافظة طولكرم، ومن هنا بدأت معاناة سكان قرية جبارة بعدم اعتراف سلطات الاحتلال الإسرائيلي إلى زمن ليس ببعيد بالقرية كقرية مستقلة إذ كانت سلطات الاحتلال تعتبرها لغاية شهر آب عام 2006م تجمع غير معترف به تابع لقرية الراس .

## عائلات جبارة
يسكنها ما يسمون ال حمد المنحدرون من نسل الحاج صالح حمد حسن احسين طه جبارة واستمروا من نسله عائلةالحاج عبد الفتاح صالح حمد حسن حسين طه جبارة ونزحت اليهم عائلات ثلاثة:(عائلة محمود)، (عوض)، عودة، حيث كان اعتماد 95% من السكان قبل عام 2002م أي قبل إقامة الجدار العنصري على الزراعة وتربية الدواجن علما بأن قرية جبارة بناءً على معطيات وزارة الزراعة الفلسطينية لعام 2002م .

## قرية جبارة و معاناتها مع الاحتلال
تركزت معاناة أهالي قرية جبارة في إقامة جدار الفصل العنصري في محيط الخربة في شهر تموز من عام 2002م، وذلك من 3 جهات: الشمالية والشرقية والجنوبية وبالتالي عزلها بشكل كامل عن الأراضي الفلسطينية، ومن ثم تحويل حياة سكان الخربة إلى جحيم لا يطاق، حيث يشار هنا أن جدار الفصل العنصري كان له بالغ الأثر السلبي على حياة سكان خربة جبارة و المتمثلة بالتالي:
تدمير ما يزيد عن 150 دونماً من أراضي قرية جبارة تحت موقع الجدار العنصري، حيث يبلغ طول الجدار العنصري الذي يحيط بخربة جبارة حوالي 3 كم، بعرض 70-80 متراً.
بالإضافة إلى ذلك أدى جدار الفصل العنصري إلى عزل 500 شخصاً خلف الجدار العنصري، حيث حول حياتهم إلى جحيم لا يطاق بالإضافة إلى ذلك أصبحت عملية تقديم الخدمات الأساسية لسكان قرية جبارة صعبة للغاية حيث تحتاج الأطقم الطبية بالإضافة إلى أي من مؤسسات المجتمع المدني إلى تنسيق أمني مسبق للسماح لها بالعبور عبر البوابات الرئيسية إلى قرية جبارة، حيث تجدر الإشارة هنا إلى أن سلطات الاحتلال أقامت حول الجدار العنصري الذي يحيط بقرية جبارة بوابتين، وهما البوابة رقم 22 في الجهة الشمالية من القرية و التي كانت مفتوحة حتى تاريخ شهر آب من عام 2006م، حيث تم إغلاقها بشكل كامل حتى هذا اليوم ؟
أما البوابة الثانية فتحمل رقم 753 حيث كانت تفتح منذ إقامتها وحتى تاريخ شهر آب من عام 2006م بواقع 3 مرات يومياً بواقع ساعة واحدة في كل مرة، و ذلك من7 صباحاً و حتى 8 صباحاً، و من 1 مساءً و حتى 2 مساءً و من 5 مساءً و حتى 6 مساءً ، حيث يشار هنا إلى أن طلبة المدارس كانوا يعانون معاناة شديدة و ذلك بسبب عدم توفر مدرسة في القرية تمكن الطلبة الدراسة بها مما اضطر الكثير من الطلبة إلى التوجه إلى مدرسة قرية الراس المجاورة حيث دعاهم ذلك الانتظار لساعات طويلة تحت حر الصيف وبرد الشتاء لانتظار جنود الاحتلال فتح البوابة لهم للمرور والخروج عبر بوابة رقم 753 من وإلى قرية جبارة باتجاه قرية الراس المجاورة، حيث قام الصليب الأحمر بإقامة خيمة على مدخل البوابة الحديدية لتمكين الطلبة للانتظار تحتها لحمايتهم من الظروف الجوية السائدة، وتجدر الإشارة هنا إلى أن سلطات الاحتلال وبعد إغلاق البوابة رقم 22 بشكل تام أقدمت على فتح البوابة رقم 753 على مدار الساعة بحيث لا يسمح لأحد بالمرور منها إلا حاملي هوية خربة جبارة. . .
بالنسبة إلى القطاع الزراعي فالضرر الأكبر يتركز على هذا القطاع، حيث أدى الجدار العنصري إلى تدمير قطاع الدواجن حيث انخفضت مزارع الدواجن بشكل كبير، بالإضافة إلى تضرر قطاع الزراعة المحمية بسبب الإغلاق الذي فرض على القرية حيث أدى إلى صعوبة تسويق المنتجات الزراعية إلى داخل أسواق الضفة الغربية و/ أو الأسواق الإسرائيلية المجاورة، مما أدى إلى ارتفاع نسبة البطالة و الفقر في قرية جبارة .